# Seurasaari

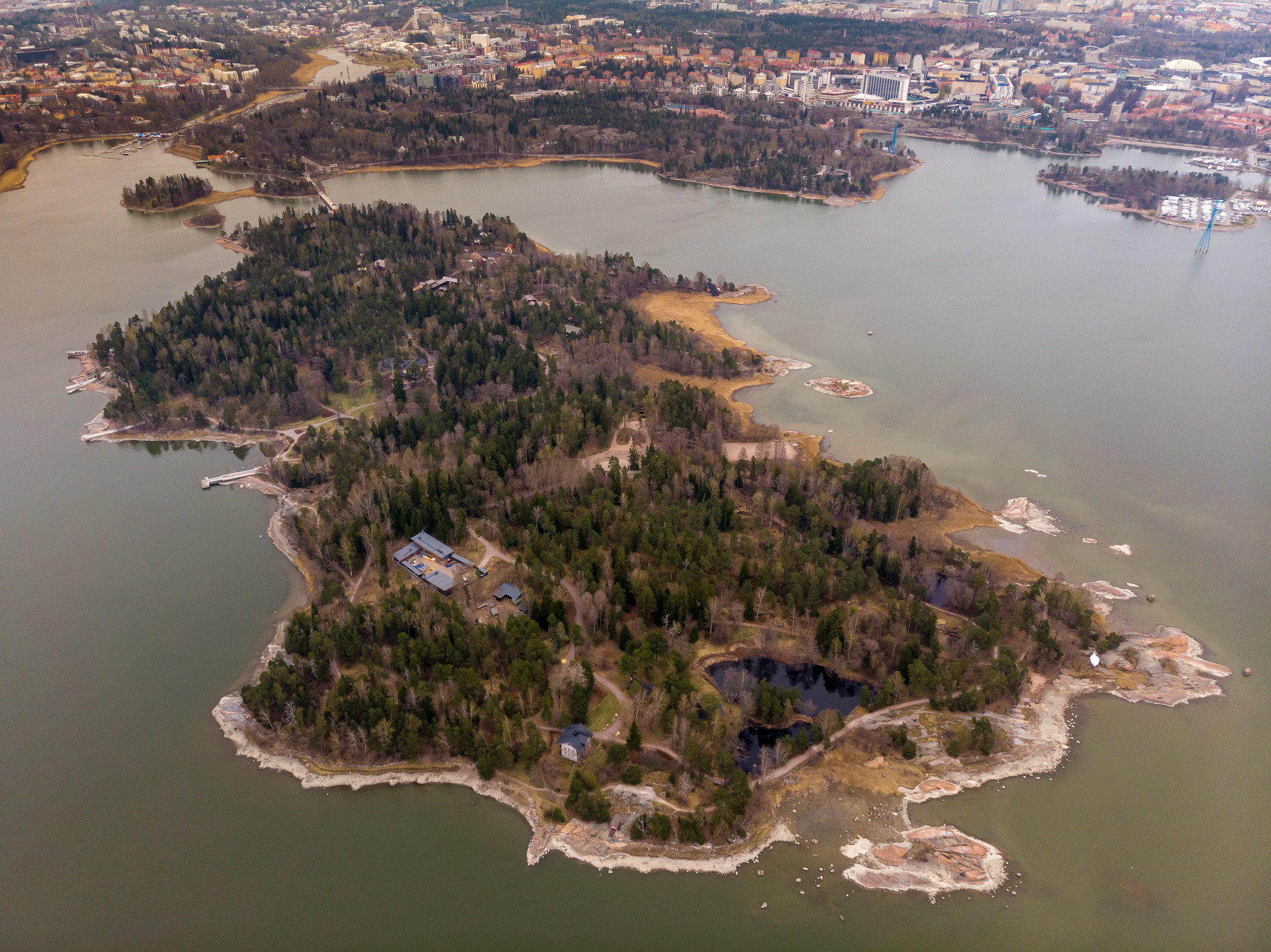
Luftaufnahme der Insel

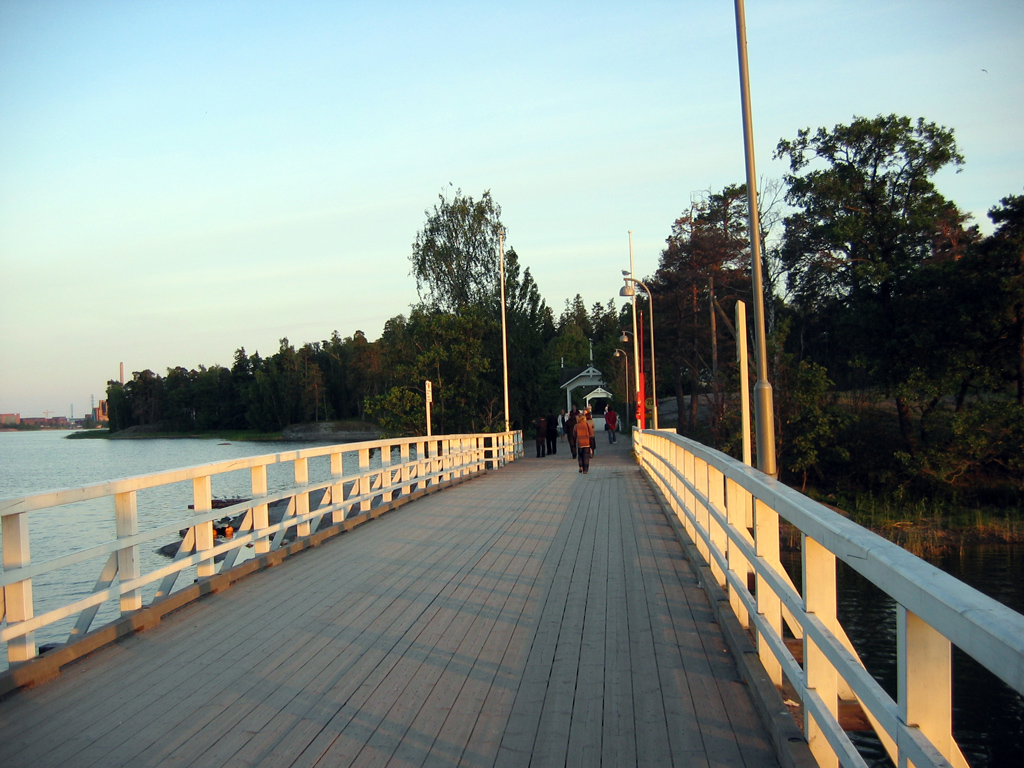
Fußgängerbrücke nach Seurasaari

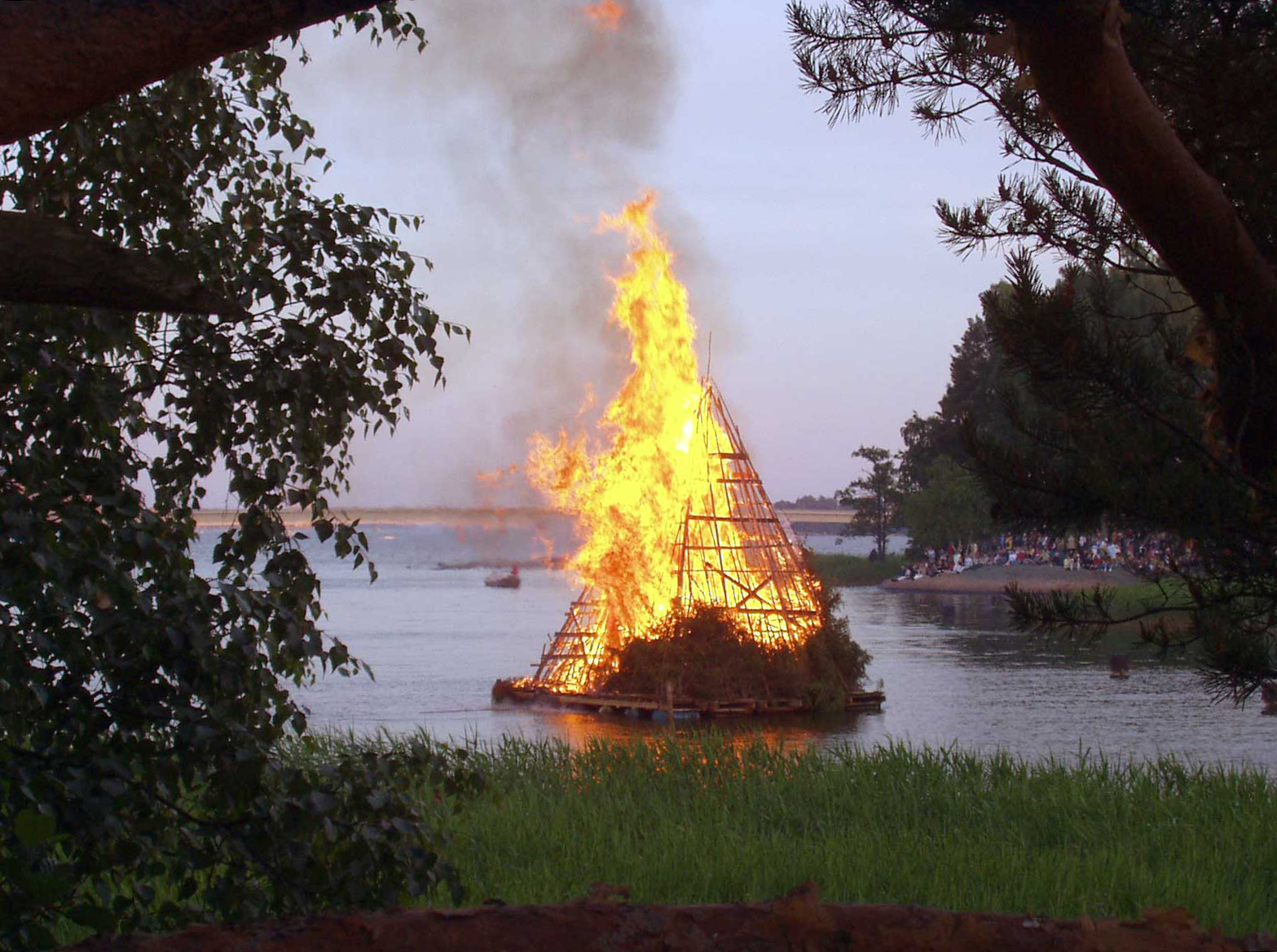
Mittsommer auf Seurasaari

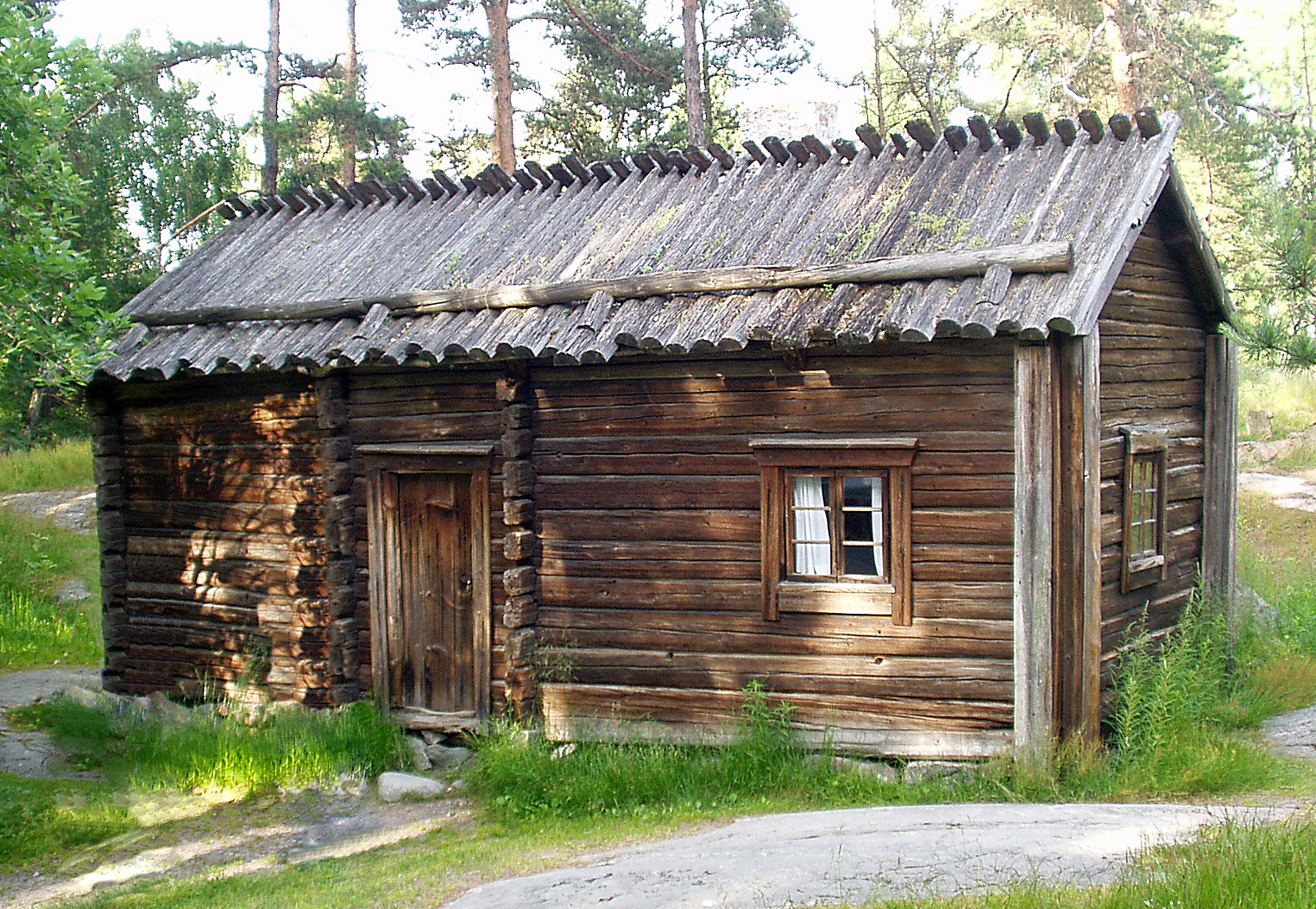
Hirtenhütte aus Malax im Freilichtmuseum Seurasaari

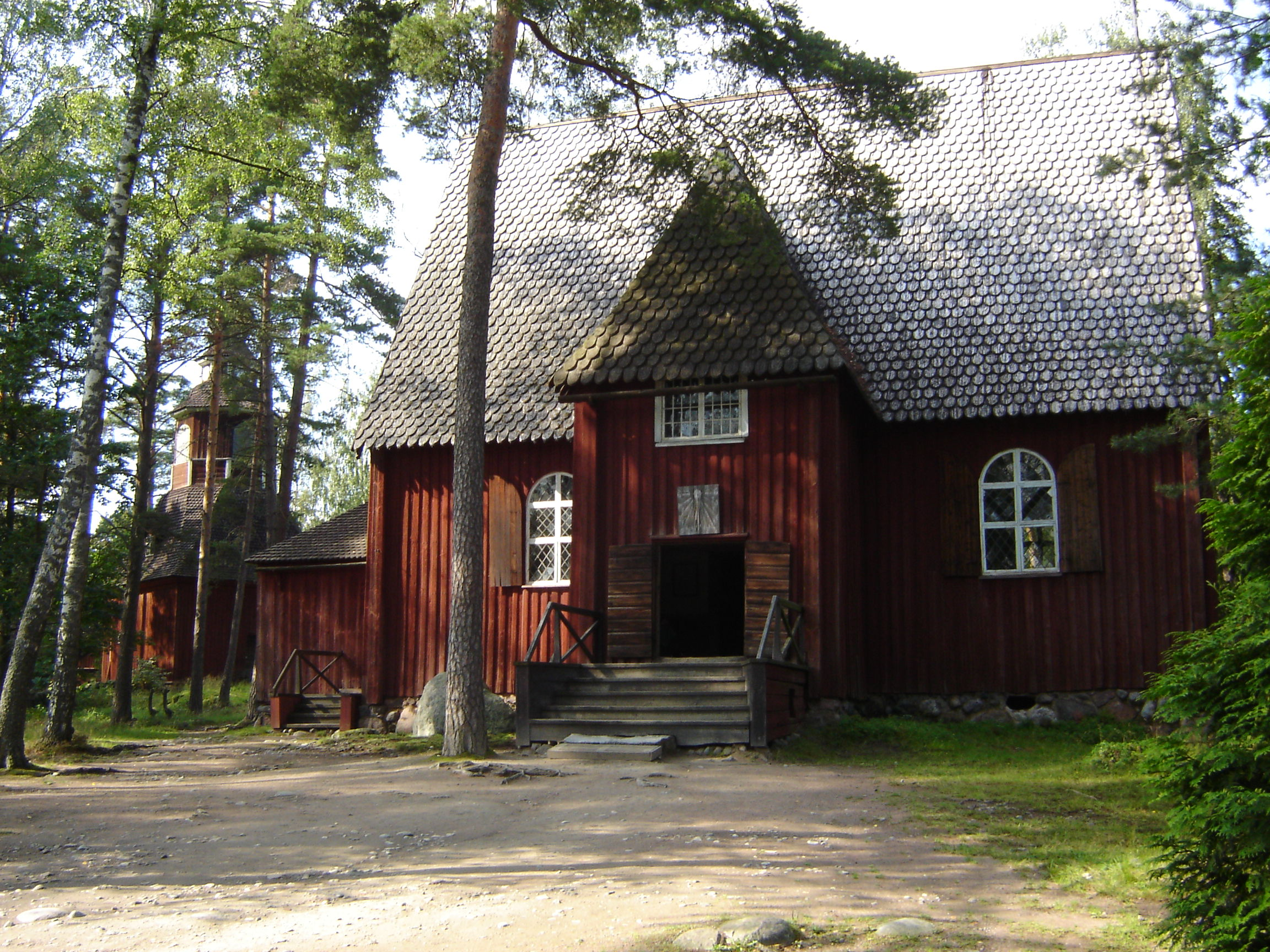
Die Kirche von Karuna gehört zu den Hauptattraktionen des Freilichtmuseums.

Seurasaari [ˈsɛu̯rɑsɑːri] (schwed. Fölisön) ist eine Insel in der finnischen Hauptstadt Helsinki. Sie ist ein beliebtes Naherholungsgebiet und Standort eines Freilichtmuseums, das die finnische Bau- und Wohnkultur vorstellt.

## Lage und Nutzung
Die rund 0,46 km² große Insel Seurasaari liegt in der Meeresbucht Seurasaarenselkä wenige Kilometer nordwestlich des Stadtzentrums gegenüber vom Stadtstrand Hietaniemi. Sie gehört zum Stadtteil Meilahti und ist über eine 200 Meter langen Fußgängerbrücke aus Holz mit dem Festland verbunden. Der Bus 24 verbindet das Stadtzentrum mit dem gegenüberliegenden Ende der Brücke, im Sommer besteht auch eine Bootsverbindung vom Kauppatori-Platz nach Seurasaari. Die unbewohnte Insel wird von Rundhöckern aus Granit und Wäldern geprägt. Neben verschiedenen Wasservögeln gehören zur Tierwelt handzahme Eichhörnchen.
Dank ihrer Parklandschaft und zweier Badestrände ist Seurasaari ein beliebtes Naherholungsgebiet für die Einwohner Helsinkis. Auf der Insel werden alljährlich verschiedene Feste veranstaltet, von denen besonders das Mittsommerfest (Juhannus) zahlreiche Besucher anzieht.

## Geschichte
Bis Ende des 19. Jahrhunderts diente die Insel als Weideland des Gutshofs Meilahti. Hierauf deutet auch der schwedische Name Fölisön („Fohleninsel“) hin. In den 1880er Jahren entwickelte sich die Insel zu einem beliebten Ausflugsziel der Stadtbewohner Helsinkis. Dies gab der Insel den finnischen Namen Seurasaari („Gesellschaftsinsel“). 1889 pachtete die Stadt Helsinki Seurasaari und übergab die Insel der gemeinnützigen Ausschankgesellschaft Helsinki (Helsingin Anniskeluyhtiö) zur Nutzung. Die Ausschankgesellschaft entwickelte Seurasaari zu einem Naherholungsgebiet mit einem Wegenetz, einer Bootsanlegestelle, einem Restaurant und Tanzpavillons. 1891–92 wurde die Brücke aus den Stämmen von Bäumen, die von einem starken Herbststurm gefällt worden waren, erbaut. 1909 wurde das Freilichtmuseum Seurasaari gegründet, als auf Betreiben des Malers Akseli Gallen-Kallela und des Architekten Yrjö Blomstedt der vom Abriss bedrohte Kleinpachthof Niemelä aus dem mittelfinnischen Konginkangas nach Seurasaari verlegt wurde. Unter dem ersten Kurator Axel Olai Henkel wurde Seurasaari zu einem Freilichtmuseum nach dem Vorbild von Skansen in der schwedischen Hauptstadt Stockholm ausgebaut. Seit 1956 unterstützt die Seurasaari-Stiftung (Seurasaarisäätiö) die Arbeit des Museums.

## Freilichtmuseum
Zum Freilichtmuseum Seurasaari gehören 87 historische Gebäude aus dem 17. bis 20. Jahrhundert, welche die Bautraditionen in den verschiedenen Teilen Finnlands repräsentieren. Mit dem Kleinpachthof Niemelä aus Konginkangas und dem Hof Antti aus dem westfinnischen Säkylä befinden sich auf der Insel zwei komplette Bauernhöfe. Die Holzkirche von Karuna wurde 1685–86 erbaut und nach der Fertigstellung einer neuen Kirche 1912 nach Seurasaari verlegt. Andere bemerkenswerte Gebäude sind der Gutshof Kahiluoto aus Taivassalo in Südwestfinnland, das Pfarrhaus von Iisalmi, die Bauernhäuser Kurssi aus Kuortane, Ivars aus Närpes, Selkämä aus Pieksämäki, Halla aus Hyrynsalmi und das Haus Pertinotsa aus Suojärvi, das ein Beispiel für die karelische Bautradition ist. Das Gelände des Freilichtmuseums ist frei zugänglich, zum Betreten der Gebäude muss aber eine Eintrittskarte erworben werden.